# Gualtiero II
Gualtiero II (XII secolo – 1213) è stato un vescovo cattolico italiano.

## Biografia
Fu creato vescovo della Diocesi di Luni il 16 marzo 1198 da Papa Innocenzo III, con la giurisdizione anche sulla riottosa abbazia di San Caprasio.
Tre anni dopo, in accordo con i Canonici, decide il trasferimento della Cattedrale di Luni dalla spopolata Luni a Sarzana cum auctoritate domini Innocentii Pape tercii communi utilitate tocius cleri et populi episcopatus poiché della città nulla spes de eius reedificatione remansit. Questa decisione viene ulteriormente ratificata dal Papa l'anno successivo considerando come Luni "così divori e consumi i suoi abitatori che pochi o nessuno più vi dimora, né vi è più un popolo che conservi e difenda i diritti e le libertà della Chiesa".
In seguito a ciò Gualtiero II diede una nuova sistemazione alla divisione plebana, cedendo ai Canonici le due sarzanesi cumomni eorum iure ricevendo in cambio la chiesa di San Pietro ad Avenza et ipsum burgum de Aventia totum cum omni iure quam pertinentiis ipsius ecclesie et burgi: tre anni dopo Gualtiero II cederà Avenza alla Pieve di Sant'Andrea a Carrara, di proprietà dei Canonici Lateranensi, in cambio dell'Ospedale di San Leonardo in capite Paludis concesso loro da Gottifredo II.
Con gli abitanti di Vezzano ebbe un conflitto per diritti di pascolo e per questioni di giurisdizione su terre Estensi passate ai Malaspina, riuscendo infine a dimostrare le proprie ragioni. 

Con gli abitanti di Sarzana ebbe discordia per altri motivi giurisdizionali legati alla giustizia criminale, all'eredità degli stranieri morti lì senza testamento e per i tributi sul sale. 

Con i Marchesi Malaspina si scontrò firmando una prima pace nel 1202 ed una seconda quattro anni dopo alla presenza di Guglielmo V del Monferrato, intervenuto come paciere. 

Nello stesso anno, assieme al comune di Pontremoli e al Marchese Guglielmo Malaspina giura alla Repubblica di Lucca di custodire la Via Francigena in toto suo dominio et districtu.
Nel 1200, per garantire l'ordine e la civile convivenza nei territori della Diocesi promulgò, presso Vezzala, degli Statuti per tutelare il diritto, difendere i deboli e definire le consuetudini in uso. 
Mai prima di allora un vescovo conte di questa diocesi si era impegnato come legislatore, segno quindi di un potere e di un'autorità che i Diplomi imperiali e papali avevano concesso al detentore del potere episcopale e feudale. 
Oltreché alla legge, si interessò e potenziò i castelli diocesani: costruì quelli di Marciaso, Pulica, Montebello presso Bolano, Castelnuovo Magra e tentò, invano, di porne uno anche a San Terenzo Monti.
Gualtiero II morì nel 1213, dopo vent'anni di episcopato.